# Igreja Matriz de Massarelos
A construção da Igreja da Confraria das Almas do Corpo Santo de Massarelos teve início em 1776. Apenas passou a ser a igreja paroquial de Massarelos (Porto, Portugal) quando a Igreja de Santa Maria da Boa Viagem, a antiga sede da freguesia até que caiu em ruínas.

## A Confraria
Pertencia à Confraria das Almas do Corpo Santo, aonde ainda tem a sede, que tinha fundada em 1394, por navegantes que tinham sofrido uma tempestade quando regressavam de Inglaterra. Dedicava-se à assistência e protecção dos navegantes e mercadores. Um dos confrades terá sido o Infante D. Henrique. Esta importante confraria desempenhava funções bancárias, comerciais e outras, tendo navios que para além de serem pertença da confraria e executarem serviços em seu nome, quando era preciso, defendiam a costa de piratas. 

## A Igreja
A igreja que conhecemos hoje tem um portal com um nicho com o padroeiro, São Pedro González Telmo, também conhecido apenas como São Telmo. O enorme janelão central domina a fachada rematada por uma cruz de pedra. As torres sineiras possuem relógios e toda a fachada é guarnecida com azulejos. De uma só nave, tem um interior relativamente modesto. Na parte de trás, virada ao rio, a Cruz da Ordem de Cristo e um painel de azulejos onde figura o Infante D. Henrique dão voz à tradição deste ter sido um dos confrades desta antiga instituição.
No tesouro da Irmandade existem diversas pratas e uma custódia quinhentista muito bonita. Interessante é o quadro de São Telmo, a óleo, que esteve na igreja, junto à porta, e se guarda hoje na sala das sessões da Confraria. Merecem também referência algumas imagens e o arcaz da sacristia.